# Рэйндж, Хайди
Хайди Индия Рэйндж (англ. Heidi India Range; род. 23 мая 1983) — английская певица и автор-исполнитель. Наиболее известна как участница группы Sugababes.

## Биография
Рэйндж родилась в Ливерпуле, Англия в семье Пола Рэйнджа и его супруги Карен Ливингстон. Хайди с раннего возраста мечтала стать певицей, и в 1997 году она попробовала пробиться в состав группы 'Scooch', однако 14-летнюю певицу не приняли из-за возраста. В 1998-м Рэйндж попала в состав вновь сформированного коллектива — Atomic Kitten, однако сотрудничество это не продлилось долго. Так, отыграв в 'Atomic Kitten' всего несколько месяцев, и записав единственный альбом с этим коллективом, Хайди отправилась 'искать себя' дальше.
В 2001-м Хайди попала в состав группы, британского женского трио Sugababes; место это ей досталось после ухода Шивон Донахью (Siobhán Donaghy), кстати на прослушивании девушке удалось довольно сильно впечатлить своих будущих подруг по коллективу, Матиа Буэна (Mutya Buena) и Кейшу Бьюкенен (Keisha Buchanan). 
Вскоре Хайди стала постоянным членом Sugababes; вообще она записала вместе с группой не менее 7 альбомов. Так, первый альбом с её участием датирован 2002 годом и называется Angels with Dirty Faces, последний же — 'Sweet 7' — вышел в 2010-м.

## Личная жизнь
31 декабря 2009 года обручилась с телеведущим Дэйвом Берри, с котором состояла в отношениях с 2003 года. В декабре 2011 года пара рассталась.
3 сентября 2016 года вышла замуж за Алекса Партакиса. У супругов две дочери — Аурелия Хани Партакис (род. 21 января 2018) и Атина Вероника Партакис (род. 5 августа 2021).